# エルジャ人
エルジャ人（エルジャじん、エルジャ語: Эрзят , Erźat;  ロシア語: Эрзяне;  英語: Erzya people）とは、ロシア連邦のモルドヴィア共和国西部に居住するモルドヴィン人を構成する二つの民族のうちの一つである。 

## 概要
エルジャ人はモルドヴィン人構成する二つの民族のうちの一つで、モルドヴィン諸語のエルジャ語を話す。モルドヴィン人構成するもう一つの民族であるモクシャ人の話すモクシャ語とは、互いに意思疎通が困難で相互理解可能性がない。